# Liga Colombiana de Béisbol Profesional
Die Liga Colombiana de Béisbol Profesional (Professionelle Baseballliga von Kolumbien) ist die höchste professionelle Baseballliga in Kolumbien. Sie ist eine sogenannte Winterliga, die Saison geht von Oktober bis Januar.
Die Liga wird von der Renteria-Stiftung betrieben, Gründer und Namensgeber ist der MLB-Spieler Edgar Rentería, Shortstop bei den San Francisco Giants. Der Großteil der Finanzierung kommt von weiteren MLB-Spielern. Auch andere Spieler, wie Orlando Cabrera, besaßen zwischenzeitlich Teams aus der Liga. Der aktuelle Ligadirektor, Edinson Rentería, ist der Bruder von Édgar Rentería.

## Aktuelle Teams
| Liga Dominicana de Béisbol Invernal – Saison 2010/11 | Liga Dominicana de Béisbol Invernal – Saison 2010/11 | Liga Dominicana de Béisbol Invernal – Saison 2010/11 | Liga Dominicana de Béisbol Invernal – Saison 2010/11 |
| Teamname                                             | Heimatstadt                                          | Stadion                                              | Kapazität                                            |
| ---------------------------------------------------- | ---------------------------------------------------- | ---------------------------------------------------- | ---------------------------------------------------- |
| Tigres de Cartagena (Cartagena Tiger)                | Cartagena                                            | Estadio Once de Noviembre                            | 12.000                                               |
| Toros de Cali (Cali Stiere)                          | Cali                                                 | Miguel Chávez del Valle                              | 4.500                                                |
| Caimanes de Barranquilla (Barranquilla Kaimane)      | Barranquilla                                         | Estadio Tomás Arrieta                                | 8.000                                                |
| Leones de Montería (Montería Löwen)                  | Montería                                             | Estadio 18 de Junio                                  | 4.500                                                |
| Potros de Medellín                                   | Medellín                                             | Luis Alberto Villegas                                | 8.000                                                |
| Águilas de Bogotá                                    | Bogotá                                               | Distrital Hermes Barros Cabas                        | 2.700                                                |

## Spielmodus
Die reguläre Saison läuft über 50 Spieltage. Die vier bestplatzierten Teams ermitteln in einer weiteren Ligarunde über 12 Spieltage die zwei Teilnehmer der Best-of-seven-Finalserie.

## Geschichte
Die Geschichte der Professionellen Baseballliga von Kolumbien wird in drei Ären unterteilt: von 1948 bis 1958, von 1979 bis 1988 und von 1993 bis heute. 2004 wurde die Liga vom Karibischen Baseballverband, der Confederación de Béisbol del Caribe, aufgenommen. Zurzeit nimmt der Champion der LCBP jedoch aufgrund eines zu geringen Spielniveaus und noch zu erfüllender Spielstättenauflagen noch nicht an der Serie del Caribe (Karibik-Meisterschaft) teil. Die Liga beabsichtigt jedoch, schon 2012 an der Serie del Caribe teilzunehmen.
Die Liga wurde zur Saison 2010/11 um zwei Teams erweitert: den Potros de Medellín aus Medellín und den Águilas de Bogotá aus Bogotá. Die Toros zogen von Sincelejo nach Cali.
Die Saison 2010/11 wurde jedoch aufgrund des schweren Wintereinbruchs am 8. Dezember 2010 abgebrochen.

## Meister
| Saison  | Meister                  |
| ------- | ------------------------ |
| 1948    | Indios                   |
| 1949    | Filtta                   |
| 1950    | Indios                   |
| 1951    | Filtta                   |
| 1952    | Indios                   |
| 1953    | Willard                  |
| 1953/54 | Torices                  |
| 1954/55 | Willard                  |
| 1955/56 | Vanytor                  |
| 1956/57 | Kola Román               |
| 1957/58 | Vanytor                  |
| 1979/80 | Indios                   |
| 1980/81 | Indios                   |
| 1981/82 | Café Universal           |
| 1982/83 | Café Universal           |
| 1983/84 | Cerveza Aguila           |
| 1984/85 | Caimanes de Barranquilla |
| 1987/88 | Indios                   |
| 1993/94 | Caimanes de Barranquilla |
| 1994/95 | Rancheros                |
| 1995/96 | Tigres de Cartagena      |
| 1996/97 | Tigres de Cartagena      |
| 1997/98 | Caimanes de Barranquilla |
| 1998/99 | Caimanes de Barranquilla |
| 1999/00 | Vaqueros de Barranquilla |
| 2000/01 | keine Meisterschaft      |

| Saison  | Meister                    |
| ------- | -------------------------- |
| 2001/02 | Eléctricos de Barranquilla |
| 2002/03 | Eléctricos de Barranquilla |
| 2003/04 | Tigres de Cartagena        |
| 2004/05 | Tigres de Cartagena        |
| 2005/06 | Tigres de Cartagena        |
| 2006/07 | Tigres de Cartagena        |
| 2007/08 | Caimanes de Barranquilla   |
| 2008/09 | Caimanes de Barranquilla   |
| 2009/10 | Caimanes de Barranquilla   |
| 2010/11 | Saison abgebrochen         |
| 2011/12 | Toros de Sincelejo         |
| 2012/13 | Caimanes de Barranquilla   |
| 2013/14 | Tigres de Cartagena        |
| 2014/15 | Leones de Montería         |
| 2015/16 | Caimanes de Barranquilla   |
| 2016/17 | Leones de Montería         |
| 2017/18 | Leones de Montería         |
| 2018/19 | Caimanes de Barranquilla   |
| 2019/20 | Vaqueros de Montería       |

| Saison  | Finalserie                                          |
| ------- | --------------------------------------------------- |
| 2020/21 | Caimanes de Barranquilla – Vaqueros de Montería 4–3 |
| 2021/22 | Caimanes de Barranquilla – Vaqueros de Montería 4–1 |
| 2022/23 | Vaqueros de Montería – Tigres de Cartagena 4–1      |
| 2023/24 | Caimanes de Barranquilla – Vaqueros de Montería 4–1 |
| 2024/25 | Caimanes de Barranquilla – Vaqueros de Montería 4–3 |

| Mannschaft                     | Titel |
| ------------------------------ | ----- |
| Caimanes de Barranquilla       | 12    |
| Tigres de Cartagena            | 7     |
| Indios de Cartagena            | 6     |
| Leones de Montería             | 3     |
| Filtta de Barranquilla         | 2     |
| Vanytor de Barranquilla        | 2     |
| Willard de Barranquilla        | 2     |
| Café Universal de Barranquilla | 2     |
| Eléctricos de Barranquilla     | 2     |
| Torices de Cartagena           | 1     |
| Cerveza Águila de Barranquilla | 1     |
| Kola Román de Cartagena        | 1     |
| Rancheros de Sincelejo         | 1     |
| Vaqueros de Barranquilla       | 1     |
| Toros de Sincelejo             | 1     |
| Vaqueros de Montería           | 1     |

Stand: ?